# Ганькіно (станційне селище)
Га́нькіно (каз. Ганькин) — станційне селище у складі району Магжана Жумабаєва Північноказахстанської області Казахстану. Входить до складу Полудінського сільського округу, раніше входило до складу ліквідованої Новотроїцької сільської ради.
Населення — 105 осіб (2021; 165 у 2009, 169 у 1999, 189 у 1989).
Національний склад станом на 1989 рік:
- росіяни — 67 %.